# Hội chứng đau xơ cơ
Hội chứng đau xơ cơ, hay hội chứng đau nhức toàn thân, hội chứng Fibromyalgia (tiếng Anh: Fibromyalgia, viết tắt là FM) là một tình trạng bệnh lý bởi đau lan rộng mãn tính và phản ứng đau nặng tăng lên. Những triệu chứng khác bao gồm mệt mỏi đến mức các hoạt động bình thường cũng bị ảnh hưởng, vấn đề giấc ngủ và vấn đề với trí nhớ. Một vài người cũng nói về hội chứng chân không yên, những vấn đề về ruột hoặc bàng quang, tê ngứa và ran và nhạy cảm với ánh sáng, tiếng ồn hoặc nhiệt độ. Đau xơ cơ còn liên quan đến chứng trầm cảm, lo âu và rối loạn stress sau sang chấn.
Tuy nhiên nguyên nhân gây đau xơ cơ vẫn chưa rõ, người ta tin rằng nó liên quan đến sự kết hợp giữa những yếu tố di truyền và môi trường. Tình trạng này diễn ra trong nhiều gia đình và nhiều gen được tin rằng có liên quan. Đau xơ cơ được công nhận là một chứng rối loạn bởi Viện Sức khỏe Quốc gia Hoa Kỳ và Đại học Thấp khớp Mỹ.
Việc sử dụng thuốc giảm đau nhóm opioid đang gây tranh cãi vì một số người cho rằng việc sử dụng chúng không được hỗ trợ theo bằng chứng, một số khác nói loại thuốc opioid yếu có thể dùng được nếu các thuốc y khoa khác không hiệu quả.
Hiện đang có tranh cãi về việc phân loại, chẩn đoán và điều trị bệnh đau xơ cơ.